# Aleuropteryx ohmi
Aleuropteryx ohmi är en insektsart som beskrevs av Meinander 1998. Aleuropteryx ohmi ingår i släktet Aleuropteryx och familjen vaxsländor. Inga underarter finns listade i Catalogue of Life.